# Mistrzostwa Polski Seniorów w Lekkoatletyce 1971
47. Mistrzostwa Polski Seniorów w Lekkoatletyce – zawody, które rozgrywane były w Warszawie na stadionie RKS Skra między 26 a 28 czerwca 1971.

## Rezultaty
| NR – rekord Polski \| SB – najlepszy wynik w sezonie \| PB – rekord życiowy |

### Mężczyźni
| Konkurencja:                  | 1. miejsce                                                                             | Rezultat     | 2. miejsce                                                                      | Rezultat  | 3. miejsce                                                                                            | Rezultat  |
| Bieg na 100 m                 | Wiesław Maniak Skra Warszawa                                                           | 10,3         | Stanisław Szudrowicz Warta Poznań                                               | 10,3      | Zenon Nowosz Legia Warszawa                                                                           | 10,3      |
| Bieg na 200 m                 | Jan Werner Gwardia Warszawa                                                            | 20,9         | Zenon Nowosz Legia Warszawa                                                     | 21,1      | Marian Dudziak Olimpia Poznań                                                                         | 21,1      |
| Bieg na 400 m                 | Jan Werner Gwardia Warszawa                                                            | 46,3         | Andrzej Badeński Legia Warszawa                                                 | 47,0      | Waldemar Korycki Zawisza Bydgoszcz                                                                    | 47,6      |
| Bieg na 800 m                 | Andrzej Kupczyk Górnik Wałbrzych                                                       | 1:46,5 =NR   | Kazimierz Wardak Zawisza Bydgoszcz                                              | 1:46,6    | Krzysztof Linkowski Olimpia Poznań                                                                    | 1:46,8    |
| Bieg na 1500 m                | Henryk Szordykowski Wawel Kraków                                                       | 3:40,7       | Jan Prasek Spójnia Racibórz                                                     | 3:41,4    | Jerzy Maluśki Orkan Poznań                                                                            | 3:42,5    |
| Bieg na 5000 m                | Edward Łęgowski Legia Warszawa                                                         | 13:46,2      | Bronisław Malinowski Olimpia Grudziądz                                          | 13:51,2   | Kazimierz Podolak Gwardia Olsztyn                                                                     | 13:52,4   |
| Bieg na 10 000 m              | Edward Mleczko Cracovia                                                                | 28:57,4      | Edward Łęgowski Legia Warszawa                                                  | 29:04,0   | Henryk Piotrowski Legia Warszawa                                                                      | 29:06,8   |
| Bieg na 110 m przez płotki    | Marek Jóźwik Gwardia Olsztyn                                                           | 13,8         | Leszek Wodzyński Legia Warszawa                                                 | 13,8      | Mirosław Wodzyński Legia Warszawa                                                                     | 13,8      |
| Bieg na 400 m przez płotki    | Tadeusz Kulczycki Orkan Poznań                                                         | 50,7         | Witold Banaszak Energetyk Poznań                                                | 51,0      | Antoni Siwiec Wawel Kraków                                                                            | 51,8      |
| Bieg na 3000 m z przeszkodami | Kazimierz Maranda ŁKS Łódź                                                             | NR           | Henryk Lesiuk Wisła Puławy                                                      | 8:28,4    | Józef Rębacz ŁKS Łódź                                                                                 | 8:32,6    |
| Sztafeta 4 × 100 m            | Legia Warszawa Waldemar Stańczuk Tadeusz Cuch Zenon Nowosz Jerzy Kiersztyn             | 40,5         | MKS-AZS Warszawa Kazimierz Frąckiewicz Jerzy Wieczorek Jan Bielan Jerzy Homziuk | 41,0      | Zawisza Bydgoszcz Marian Zalewski Henryk Marach Andrzej Szymfel Kazimierz Grubecki                    | 41,0      |
| Sztafeta 4 × 400 m            | Zawisza Bydgoszcz Edmund Borowski Mieczysław Wąsik Waldemar Korycki Zenon Szordykowski | 3:09,9       | Górnik Zabrze Stanisław Gubiec Krystian Witowski Edward Wolny Zbigniew Jaremski | 3:11,0    | Górnik Wałbrzych Stanisław Grędziński Stanisław Rychter Aleksander Błażejak Andrzej Drapisz           | 3:12,4    |
| Chód na 20 km                 | Jan Ornoch Flota Gdynia                                                                | 1:34:04,2    | Edmund Paziewski Konradia Gdańsk                                                | 1:37:28,6 | Andrzej Czyżowski Gwardia Olsztyn                                                                     | 1:39:06,8 |
| Skok wzwyż                    | Wojciech Gołębiowski ŁKS Łódź                                                          | 2,12         | Janusz Faliński Śląsk Wrocław Lech Klinger Lumel Zielona Góra                   | 2,05      | |           |
| Skok o tyczce                 | Włodzimierz Sokołowski Legia Warszawa                                                  | 5,00         | Tadeusz Olszewski Legia Warszawa                                                | 4,90      | Edward Kozakiewicz Bałtyk Gdynia Romuald Murawski Budowlani Bydgoszcz Tadeusz Ślusarski Skra Warszawa | 4,70      |
| Skok w dal                    | Stanisław Szudrowicz Warta Poznań                                                      | 7,87         | Jan Kobuszewski Spójnia Gdańsk                                                  | 7,78      | Grzegorz Cybulski Lumel Zielona Góra                                                                  | 7,69      |
| Trójskok                      | Józef Szmidt Górnik Zabrze                                                             | 16,22        | Ryszard Garnys Start Łódź                                                       | 16,20     | Krzysztof Gancarczyk Legia Warszawa                                                                   | 16,04     |
| Pchnięcie kulą                | Władysław Komar Gwardia Warszawa                                                       | 19,86        | Edmund Antczak Lechia Gdańsk                                                    | 18,63     | Leszek Gajdziński Górnik Zabrze                                                                       | 18,62     |
| Rzut dyskiem                  | Leszek Gajdziński Górnik Zabrze                                                        | 59,80        | Zbigniew Gryżboń Górnik Zabrze                                                  | 56,26     | Andrzej Kabat Warszawianka                                                                            | 55,60     |
| Rzut młotem                   | Zbigniew Pałyszko Legia Warszawa                                                       | 64,60        | Piotr Gaździk AZS Wrocław                                                       | 64,20     | Janusz Ryś AZS Gdańsk                                                                                 | 61,78     |
| Rzut oszczepem                | Władysław Nikiciuk Gwardia Warszawa                                                    | 83,14        | Bernard Werner Zjednoczenie Olsztyn                                             | 80,42     | Lech Krupiński Skra Warszawa                                                                          | 77,60     |
| Dziesięciobój                 | Tadeusz Janczenko Zawisza Bydgoszcz                                                    | 7933 pkt. NR | Ryszard Skowronek AZS Wrocław                                                   | 7920 pkt. | Ryszard Katus Gwardia Warszawa                                                                        | 7890 pkt. |

### Kobiety
| Konkurencja:               | 1. miejsce                                                                                | Rezultat     | 2. miejsce                                                                              | Rezultat  | 3. miejsce                                                                    | Rezultat  |
| Bieg na 100 m              | Helena Fliśnik Górnik Zabrze                                                              | 11,5         | Danuta Jędrejek Start Lublin                                                            | 11,5      | Urszula Jóźwik Gwardia Olsztyn                                                | 11,6      |
| Bieg na 200 m              | Irena Szewińska Polonia Warszawa                                                          | 23,0 SB      | Urszula Jóźwik Gwardia Olsztyn                                                          | 23,5      | Barbara Bakulin Orkan Poznań                                                  | 23,7      |
| Bieg na 400 m              | Krystyna Hryniewicka Skra Warszawa                                                        | 53,4 NR      | Bożena Zientarska Stadion Zielona Góra                                                  | 53,9      | Hanna Kowal MKS-AZS Warszawa                                                  | 54,2      |
| Bieg na 800 m              | Elżbieta Skowrońska Spójnia Warszawa                                                      | 2:07,8       | Zdzisława Robaszewska ŁKS Łódź                                                          | 2:10,2    | Renata Kubisz Resovia                                                         | 2:10,5    |
| Bieg na 1500 m             | Danuta Wierzbowska Gwardia Olsztyn                                                        | 4:21,4       | Bronisława Doborzyńska Zjednoczeni Olsztyn                                              | 4:23,3    | Zofia Kołakowska Spójnia Warszawa                                             | 4:24,9    |
| Bieg na 100 m przez płotki | Danuta Straszyńska Skra Warszawa                                                          | 12,9         | Teresa Nowak Gwardia Warszawa                                                           | 13,2      | Teresa Sukniewicz Gwardia Warszawa                                            | 13,2      |
| Bieg na 200 m przez płotki | Danuta Straszyńska Skra Warszawa                                                          | 26,3         | Aurelia Januchowska Orkan Poznań                                                        | 27,4      | Elżbieta Żebrowska Warszawianka                                               | 27,5      |
| Sztafeta 4 × 100 m         | Skra Warszawa Małgorzata Dymkowska Elżbieta Łabęda Barbara Kaźmierczak Danuta Straszyńska | 46,3         | Orkan Poznań Danuta Łozowicka Barbara Bakulin Aurelia Januchowska Romana Polowczyk      | 46,4      | MKS-AZS Warszawa Zenona Pękala Anna Witwicka Hanna Woreta Maria Żukowska      | 46,5      |
| Sztafeta 4 × 400 m         | Gwardia Olsztyn Danuta Lejman Aldona Gaul Danuta Wierzbowska Danuta Piecyk                | 3:42,9       | Skra Warszawa Zofia Kuśmierczyk Bożena Cegłowska Danuta Manowiecka Krystyna Hryniewicka | 3:43,1    | MKS-AZS Warszawa Elżbieta Adamowicz Barbara Jajte Anna Włodarczyk Hanna Kowal | 3:43,7    |
| Skok wzwyż                 | Danuta Prociów AZS Kraków                                                                 | 1,74         | Danuta Konowska Lumel Zielona Góra                                                      | 1,71      | Radomiła Nowakowska AZS Kraków                                                | 1,71      |
| Skok w dal                 | Irena Szewińska Polonia Warszawa                                                          | 6,51         | Małgorzata Sochacka Skra Warszawa                                                       | 6,20      | Alicja Wierzba Spójnia Gdańsk                                                 | 6,11      |
| Pchnięcie kulą             | Ludwika Chewińska Gwardia Warszawa                                                        | 16,96        | Janina Danilczuk Wisła Kraków                                                           | 15,61     | Marianna Leńska Gwardia Warszawa                                              | 14,94     |
| Rzut dyskiem               | Krystyna Nadolna Spójnia Gdańsk                                                           | 51,18        | Jadwiga Wojtczak Gwardia Warszawa                                                       | 50,90     | Elżbieta Michalczak Polonia Warszawa                                          | 49,98     |
| Rzut oszczepem             | Daniela Jaworska Skra Warszawa                                                            | 56,66        | Ewa Gryziecka Piast Gliwice                                                             | 56,44     | Cecylia Bajer Naprzód Rydułtowy                                               | 53,34     |
| Pięciobój                  | Barbara Waśniewska Orzeł Warszawa                                                         | 4620 pkt. SB | Grażyna Rabsztyn Burza Wrocław                                                          | 4532 pkt. | Krystyna Lisiecka Górnik Zabrze                                               | 4506 pkt. |

## Biegi przełajowe
43. mistrzostwa Polski w biegach przełajowych rozegrano 4 kwietnia w Ostrzeszowie. Kobiety rywalizowały na dystansie 2,5 kilometra, a mężczyźni na 6 km i na 12 km.

### Mężczyźni
| Konkurencja:            | 1. miejsce                       | Rezultat | 2. miejsce                   | Rezultat | 3. miejsce                 | Rezultat |
| Bieg przełajowy (6 km)  | Henryk Piotrowski Legia Warszawa | 17:33,4  | Stanisław Podzoba Cracovia   | 17:38,2  | Józef Rębacz ŁKS Łódź      | 17:40,2  |
| Bieg przełajowy (12 km) | Edward Łęgowski Legia Warszawa   | 35:06,8  | Czesław Wajda Spójnia Gdańsk | 35:29,6  | Jan Wawrzuta Śląsk Wrocław | 35:35,4  |

### Kobiety
| Konkurencja:             | 1. miejsce                     | Rezultat | 2. miejsce                         | Rezultat | 3. miejsce                                  | Rezultat |
| Bieg przełajowy (2,5 km) | Barbara Tkaczyk Olimpia Poznań | 7:48,2   | Helena Czerwczak Zawisza Bydgoszcz | 7:49,6   | Bronisława Doborzyńska Zjednoczenie Olsztyn | 7:56,8   |

## Bieg maratoński
Mistrzostwa Polski w biegu maratońskim mężczyzn rozegrano 4 lipca w Dębnie.
| Konkurencja:    | 1. miejsce                   | Rezultat  | 2. miejsce                   | Rezultat  | 3. miejsce                  | Rezultat  |
| Bieg maratoński | Edward Stawiarz Wawel Kraków | 2:21:00,8 | Zdzisław Bogusz Warszawianka | 2:22:04,6 | Michał Wójcik Śląsk Wrocław | 2:22:43,8 |